# Death Sentence
Death Sentence (Sentencia de muerte en México y en España) es una película del año 2007 basada en la novela del mismo título escrita en 1975 por Brian Garfield. Está dirigida por James Wan, con Kevin Bacon como personaje principal, un hombre que se convierte en un asesino vengativo después de que su hijo haya sido asesinado por una pandilla en un ritual de iniciación. Se rodó en Columbia (Carolina del Sur), estrenándose en los Estados Unidos el 31 de agosto de 2007.

## Argumento
La historia gira alrededor de Nick Hume (Kevin Bacon), esposo cariñoso y padre de dos hijos Brendan (Stuart Lafferty) y Lucas, y que junto a su esposa Helen (Kelly Preston) ha formado una hermosa familia.
Después de un partido de hockey, donde su hijo mayor Brendan había jugado, se dirigen camino a casa y se cruzan con dos coches que iban con la luz apagada, a lo cuál Nick les echa las luces y estos lo persiguen pero se van por otro lado, Nick se dirige una gasolinera porque el tanque de su coche estaba casi vacío. Mientras Brendan, el hijo de Nick, consigue una bebida, los autos llegan a la gasolinera, al parecer para cometer un robo, pero es todo lo contrario. Brendan es asesinado como un rito de iniciación de Joe (Matthew O'Leary), con un corte en la garganta con un machete. Nick emprende una espiral emocional y moral al enterarse de que el asesino de su hijo sólo sería encarcelado de 3 a 5 años por lo que decide no acusar al criminal y lo apuñala, al principio solo por defenderse y protegerse. Al enterarse la pandilla de lo sucedido, emprenden una persecución para eliminar a Nick, pero al final asesinan a casi toda su familia, excepto a Lucas (Jordan Garrett), el hijo menor, y el propio Nick.
Al recuperar el conocimiento, Nick se asegura de que nadie dañe a su único hijo. Compra las armas y se enfrenta a la pandilla, asesinándolos uno por uno.

## Reparto
- Kevin Bacon es Nick Hume.
- Kelly Preston es Helen Hume.
- John Goodman es Bones Darley.
- Aisha Tyler es la detective Jessica Wallis.
- Garrett Hedlund es Billy Darley.
- Matthew O'Leary es Joe Darley.
- Stuart Lafferty es Brendan Hume.
- Jordan Garrett es Lucas Hume.